# 肉桂醛
肉桂醛（英語：Cinnamaldehyde），亦作桂皮醛，是一种醛类有机化合物，为黄色黏稠状液体，大量存在于肉桂等植物体内。肉桂的树皮（即桂皮）的特殊香味就是来自这种化合物。 除肉桂外，樟树的树皮中也含有肉桂醛，使之具有防虫蛀功效。肉桂树皮中所含有的精油中90%都是肉桂醛。该化合物最早在1834年由让-巴蒂斯特·杜马与Eugène-Melchior Péligot从肉桂精油中提取，并在1854年由路易·基奥贾实验室合成。
自然界中天然存在的肉桂醛均为反式结构，该分子为一个丙烯醛上连接上一个苯基，因此可被认为是一种丙烯醛衍生物。肉桂醛颜色是因为π→π*跃迁而产生的，而共轭结构的存在使得肉桂醛的吸收光谱进入可见光波段。

## 合成
肉桂醛有多种实验室合成方法，但一般采用分馏肉桂树皮所含有的精油的方法获取，因为这一方法最简便经济。化学合成肉桂醛的方法有许多种，如可以通过氧化肉桂醇获得。更常见的一种合成是用苯甲醛和乙醛在催化剂（如稀碱或聚乙二醇）作用下通过羟醛缩合反应后再通过加热或用酸酐脱去一分子水生成。这种羟醛缩合后再脱水生成α，β-不饱和醛（酮）的方法也被称作肉桂醛缩合。

### 生物合成
在生物体内，肉桂醛的生成与木质素密切相关。肉桂醛的最初原料是苯丙氨酸，经过一系列变化后生成肉桂酰辅酶A，即肉桂醛的前体。

## 应用

### 香料
由于其特殊气味，肉桂醛在食品工业中有广泛应用。肉桂醛常被作为香料，用作口香糖、冰淇淋、糖果与饮料中的食品添加剂，含量从9到4900ppm不等（即不超过0.5%）。肉桂醛也常常作为香水的成分。通过混合肉桂醛与其它化合物，可以散发出扁桃、杏与其它香气。也有人将肉桂醛用于掺假食品的生产，掺有肉桂醛的山毛榉实粉常假冒成桂皮粉出售。

### 农药
农业上，肉桂醛常被用于杀灭真菌。肉桂醛对超过40种农作物的根系是有效的。肉桂醛的低毒性与所具有的特殊性质使其很适合用作农药。肉桂醛也是一种有效的杀虫剂，其气味甚至能驱走猫与狗。肉桂醛对杀灭蚊子幼虫有奇效 。一个研究表明，浓度仅为29ppm的肉桂醛可在24小时内杀死50%的埃及伊蚊幼虫。

### 抗菌素
肉桂醛也是一种有效的抗菌剂。伊利诺伊大学的一项由箭牌公司资助的研究表明，Big Red口香糖中含有的肉桂醛成分能抑制口腔中超过50%的细菌的生长 。肉桂醛对生长在舌头背面的细菌效果相对更有效，使厌氧细菌数目减少了43%。

### 抗癌药物
研究表明在细胞培养和动物实验中肉桂醛表现出了抗癌效果。在小鼠实验中，肉桂醛可以抑制人黑色素瘤A375型细胞的扩散、增值与肿瘤的生长。

### 其它
在腐蚀性环境中，肉桂醛也可作为钢铁与其它有色金属合金的防锈剂。与其它药品混合后，肉桂醛也可以用作分散剂、溶剂与表面活性剂。

## 衍生物
肉桂醛的许多衍生物有重要的工业用途。肉桂醛氢化生成的3-苯丙醇（CAS登录号：122-97-4）常被用于为香水增加风信子或紫丁香的香味。肉桂醇（CAS登录号104-54-1）同样有紫丁香香味。苯丙醛（CAS登录号104-53-0） 由肉桂醛通过选择性还原双键得到。 肉桂醛的α-戊基与α-己基衍生物物也是重要的工业芳香剂，但并不是以肉桂醛为原料生产。

## 毒性
肉桂醛由于其低毒性被广泛应用于农业生产，但肉桂醛对皮肤具有刺激性。德国联邦风险评估所对其在肉桂浸膏与桂皮粉中的含量水平表示关切。

## 外部連結
- 肉桂醛 Cinnamaldehyde （页面存档备份，存于） 中草藥化學圖像數據庫 (香港浸會大學中醫藥學院) （中文）（英文）